# 콴타스 프레이트
콴타스 프레이트(영어: Qantas Freight)는 오스트레일리아의 화물 항공사로 허브 공항은 시드니 공항, 멜버른 공항, 브리즈번 공항을 사용하고 있다.

## 운항 노선
- 2013년 11월 기준으로 콴타스 프레이트는 다음과 같이 운항하고 있다.

## 보유 기종
- 2019년 8월 기준으로 콴타스 프레이트는 다음과 같이 보유하고 있다.[3]

## 사진

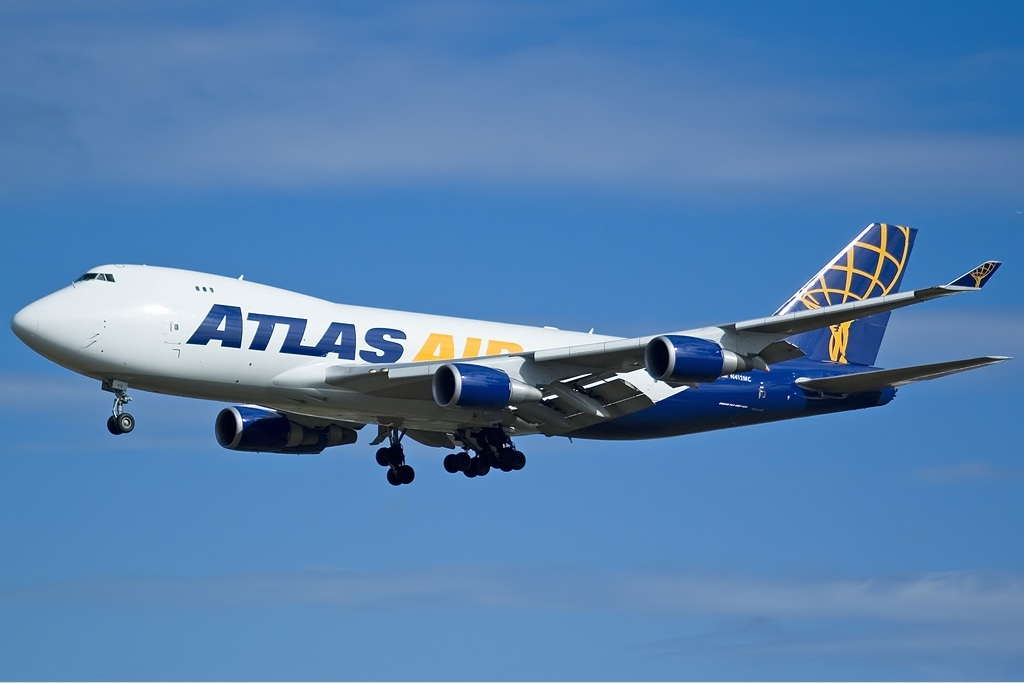
아틀라스 항공에서 임차한 보잉 747-400F